# 彼拉多官邸

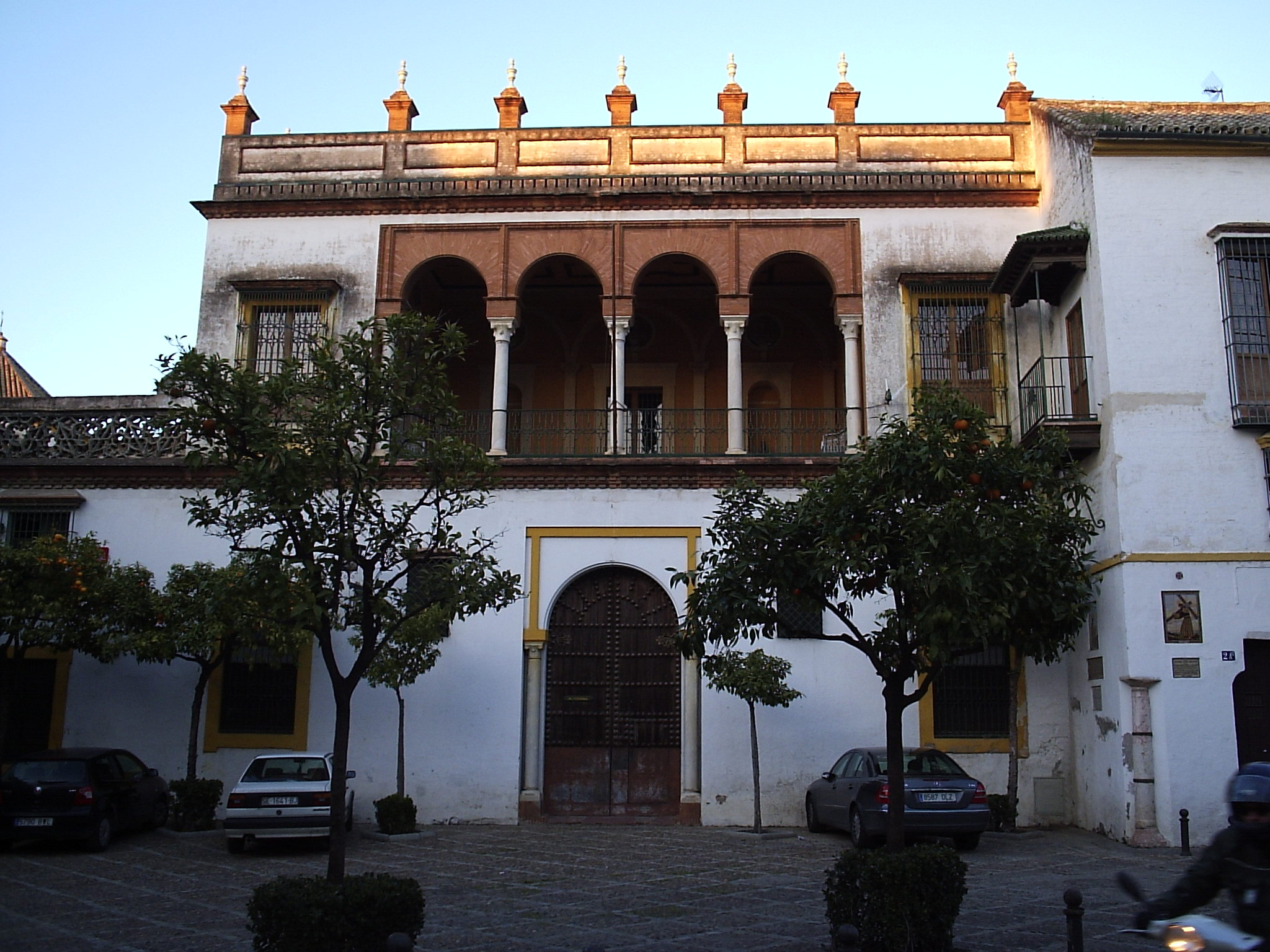
彼拉多官邸

彼拉多官邸（Casa de Pilatos）是西班牙塞维利亚的一座安达卢西亚宫殿，是梅迪纳塞利公爵的府邸。这座建筑混合了意大利文艺复兴建筑和西班牙穆德哈尔风格，被认为是安达卢西亚宫殿的原型。

## 历史
这座宫殿的建筑，装饰着珍贵的瓷砖和花园，由第一任塔里法侯爵完成。他在1519年到耶路撒冷朝圣，他在回家后，发现本丢彼拉多府邸废墟与各各他之间的距离，等于他的府邸与城墙外的田野圣十字堂的距离。因此将此宅命名为彼拉多官邸，房间也以耶稣受难主题命名。

## 平面

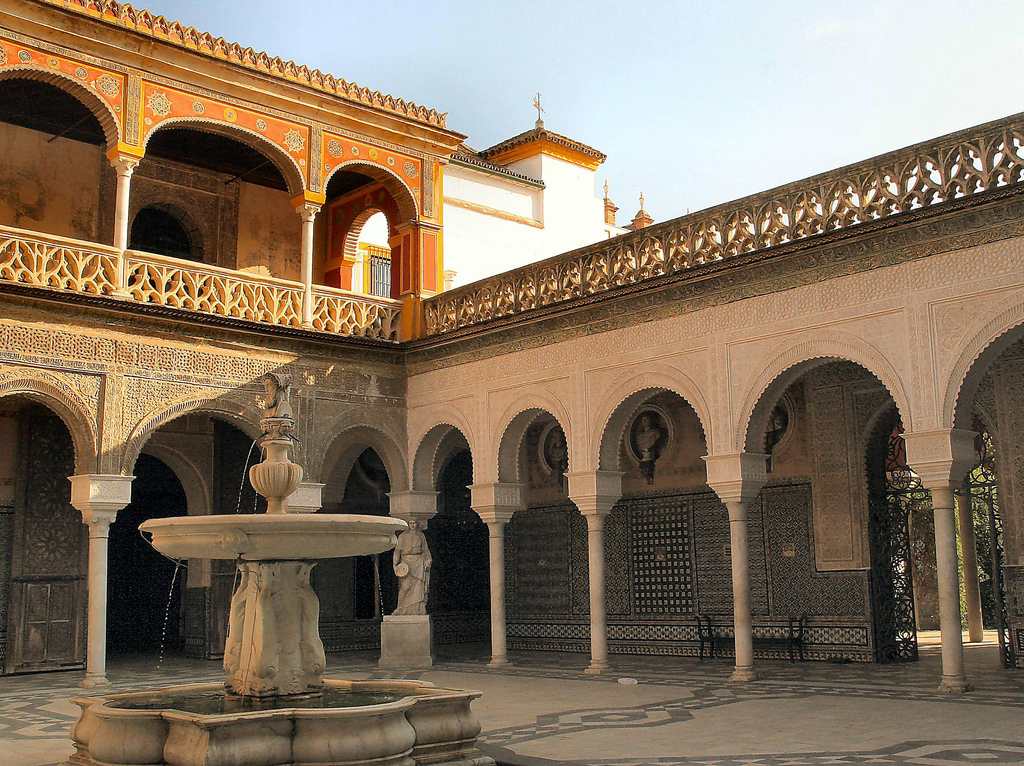